# Tunadal
Tunadal is een plaats in de gemeente Sundsvall in het landschap Medelpad en de provincie Västernorrlands län in Zweden. De plaats heeft 367 inwoners (2005) en een oppervlakte van 173 hectare. De plaats ligt aan de Botnische Golf.